# Hiromi Suzuki
Hiromi Suzuki, född den 6 december 1968 i Chiba prefektur, är en japansk före detta friidrottare som tävlade i långdistanslöpning. 
Suzuki tävlade i såväl maraton som på 10 000 meter vid internationella mästerskap. Vid olympiska sommarspelen 1992 i Barcelona ställde Suzuki upp på 10 000 meter men tog sig inte vidare till final. Däremot kvalificerade hon sig för final på 10 000 meter såväl vid världsmästerskapen 1995 i Göteborg som vid olympiska sommarspelen 1996 i Atlanta, där hon slutade på åttonde respektive sextonde plats. Sitt personliga rekord på 10 000 meter, 31.19,40, noterade hon 1996 i Osaka. Året efter vid världsmästerskapen i Aten kom Suzukis största framgång då hon vann guld i maraton. Det personliga rekordet i maraton kom vid Osaka-maraton 1996 då hon sprang på 2:26.27.